# Inbedding
In een aantal deelgebieden van de wiskunde, zoals de abstracte algebra, de topologie en de categorietheorie, verstaat men onder een inbedding van een  wiskundig object in een ander object, de opvatting van dat object als deel van het omvattende object. Een voorbeeld in de meetkunde is een cirkel als deel van de ruimte, of in de abstracte algebra een ondergroep, die deel uitmaakt van een groep. 

## Definitie
De inbedding van een wiskundig object {\displaystyle X} in een (ander) object {\displaystyle Y} wordt gegeven door een injectieve en structuur-bewarende afbeelding {\displaystyle f:X\to Y}. De precieze betekenis van "structuur-bewarend" hangt af van de soort wiskundige structuur die de objecten {\displaystyle X} en {\displaystyle Y} bezitten. In de terminologie van de categorietheorie bijvoorbeeld wordt een structuur-bewarende afbeelding een morfisme genoemd. 

## Notatie
Een inbedding wordt vaak aangeduid door het gebruik van een "gehaakte pijl": {\displaystyle f:X\hookrightarrow Y.}

## Gebruik
Voor gegeven objecten {\displaystyle X} en {\displaystyle Y} zijn er verschillende inbeddingen van {\displaystyle X} in {\displaystyle Y} mogelijk. In veel interessante gevallen is er sprake van een standaard (of "kanonieke") inbedding, zoals die van de natuurlijke getallen in de gehele getallen, de gehele getallen in de rationale getallen, de rationale getallen in de reële getallen en de reële getallen in de complexe getallen. In dergelijke gevallen is het gebruikelijk het domein {\displaystyle X} te identificeren met haar beeld {\displaystyle f(X)} als deel van {\displaystyle Y}, zodat vervolgens gezegd kan worden dat {\displaystyle X\subseteq Y.}

## Topologie en meetkunde
Hoofdartikel over dit onderwerp: Topologische inbedding
In de algemene topologie is een inbedding een homomorfisme op zijn beeld. Meer specifiek is een afbeelding {\displaystyle f:X\to Y} tussen de topologische ruimten {\displaystyle X} en {\displaystyle Y} een inbedding als {\displaystyle f} een homeomorfisme tussen {\displaystyle X} en {\displaystyle f(X)} oplevert (waar {\displaystyle f(X)} voorzien is van de deelruimtetopologie, die overgeërfd wordt van {\displaystyle Y}). Intuïtief gesproken maakt de inbedding {\displaystyle f(X)} het mogelijk {\displaystyle X} te behandelen als een topologische deelruimte van {\displaystyle Y}. Elke inbedding is injectief en continu. Van iedere afbeelding die injectief, continu en hetzij open of gesloten is, zegt men dat het een inbedding is. Er zijn echter ook inbeddingen die noch open noch gesloten zijn. Van dit laatste is sprake als de afbeelding {\displaystyle f(X)} noch een open-, noch een gesloten verzameling in {\displaystyle Y} is.